# Nadav Zelner
Nadav Zelner (* 1992) ist ein israelischer Tänzer und Choreograf des zeitgenössischen Tanzes.
Zelner tanzte zunächst bei der Kibbutz Contemporary Dance Company und schloss eine Ausbildung an der Thelma Yellin School of the Arts mit Auszeichnung ab. Er choreografierte mehrere Musicals, darunter internationale Produktionen wie Zorro in China, Chicago an der Tanzschule Beit Zvi in Ramat Gan, Cinderella und Peter Pan. International trat er als Tänzer in Produktionen mit Adi Salant in Italien und Helena Chridolido auf Zypern in Erscheinung. Er tanzte als Meistertänzer bei den Ensembles Eyal Golan und Dana International’s.
Von sich reden machte er durch tänzerische Minidramen, durch originelle, rasante Clips. Schließlich wurde Eric Gauthier auf Nadev Zelner aufmerksam. 2017 übernahm er zwei Stücke von Zelner: Chopsticks und Alte Zachen. Speziell an Stuttgart angepasst, wurde Letzteres zum Teaser des internationalen COLOURS Dance Festival 2017. Als drittes Stück von Zelner kam die afrikanisch inspirierte Kurzchoreographie Bloom beim COLOURS-Festival zur Aufführung.
Durch den Erfolg beim Stuttgarter Publikum ermutigt, gab Gauthier bei Zelner dessen erste abendfüllende Choreografie Bullshit in Auftrag. Sie wurde vom Februar 2018 bis zum Juni 2018 im Theaterhaus Stuttgart von Gauthiers Kompanie Gauthier Dance vorgetragen. Zunächst wurde es im kleinen Saal aufgeführt, dann wegen der großen Nachfrage in der großen Halle. Die Kritikerin Andrea Kachelrieß hob hervor, dass hinter der vordergründigen Lust am temporeichen Witz, hinter der schrägen rosaroten Bühnenausstattung und den rosaroten Unisex-Kostümen der Tänzerinnen und Tänzer sich rasch Irritationen einstellen. Das Stück ziele auf Kritik am oberflächlichen Lebensstil, der schicke Klamotten und Autos „und all diesen Mist“ so wichtig nehme – daher auch der Titel Bullshit:

„Zu entdecken ist nun hinter der rosa ‚Bullshit‘-Brille ein Schelm, dessen vermeintliche Naivität sich schnell als Lust an der Irritation entpuppt.“